# 부여동매
부여동매(扶餘冬梅)는 대한민국 충청남도 부여군 규암면 진변리에 있는 매화나무이다. 1984년 5월 17일 충청남도의 문화재자료 제122호로 지정되었다.

## 개요
매화나무는 가지가 초록색이며, 잎은 어긋나고 계란형으로 끝이 뾰족하다. 꽃은 4월에 잎보다 먼저 피며, 연한 홍색이 도는 흰빛으로 향기가 강하다. 매화나무는 추위가 덜 가신 초봄에 꽃이 피기 시작하므로 봄소식을 알려주는 나무로 아낌을 받아왔다. 특히, 추위를 이기고 꽃을 피운다 하여 불의에 굴하지 않는 선비정신의 표상으로 삼아 많이 재배하였고, 시나 그림의 소재로도 많이 등장하였다.
부여 동매는 진변리 백강마을에 있는 부산서원 입구 왼쪽에 있다. 이 매화나무의 나이는 50년 정도로 생각되며, 돌기둥과 철책으로 보호되고 있다. 나무 앞에는 ‘부여동매(扶餘冬梅)’ 라고 새겨진 비석이 있다.
이 나무는 백강 이경여 선생이 중국 명나라에 사신으로 갔다가 매화나무 3그루를 가져와 심었다고 전해지나 2그루는 죽고 나머지 한 그루마저 일제시대 말기 불에 타 죽어 현재 남아있는 나무는 죽은 나무 뿌리에서 싹이 나 자란 것이라고 한다.
부여 동매는 우리나라와 중국과의 교류관계를 알려주는 나무로 향토문화연구의 자료로서 가치가 있어 문화재자료로 지정하여 보호하고 있다.

## 참고 문헌
- 부여동매 - 국가유산청 국가유산포털